# Cindy Courville
Pour les articles homonymes, voir Courville (homonymie).
Cindy Lou Courville, née le 6 novembre 1954, est une diplomate américaine. Elle fut le premier ambassadeur des États-Unis auprès de l'Union africaine, en poste du 8 novembre 2006 à 2008 et le premier ambassadeur d’un pays non africain à être accrédité auprès de cette organisation. 
Elle servait auparavant dans l'administration Bush, au sein de laquelle elle était la conseillère du président américain en matière d'affaires africaines et directrice des Affaires africaines au sein du Conseil national de sécurité.

## Biographie
Afro-américaine née en Virginie, elle a obtenu une maîtrise en arts en sciences politiques à l'université de Louisiane à Lafayette puis un philosophiæ doctor de l'université de Denver dans le Colorado, en relations internationales. 
Elle a enseigné les sciences politiques pendant dix ans à l'Hanover College dans l'Indiana et à l'Occidental College de Los Angeles et a été professeur invité dans plusieurs universités. Elle a servi comme analyste pour l'Afrique pendant plusieurs années à la Defense Intelligence Agency (DIA), l'agence américaine du renseignement pour la défense d'abord comme officier de renseignement au bureau du chef d'état-major de l'agence avec le grade de colonel puis comme second adjoint au bureau de politique africaine, assurant la liaison avec le bureau pour l'Afrique du secrétaire à la Défense, le Conseil national de sécurité et le département d'État. Elle fut également directrice des affaires d'Afrique orientale au bureau du secrétaire à la Défense, où elle était chargée de la coordination de la politique militaire et de sécurité américaine pour l'Afrique orientale et la corne de l'Afrique.